# 装軌装甲車一覧
装軌装甲車一覧（そうきそうこうしゃいちらん）では、世界の装軌装甲車を挙げる。

## 第一次世界大戦期

### イギリス
- ペドレールの機械
- マーク IX 戦車

## 戦間期

### 大日本帝国
- 九二式重装甲車 - 実質は豆戦車ないし軽戦車
- 九四式軽装甲車 - 実質は豆戦車
- 九七式軽装甲車 - 実質は豆戦車

## 第二次世界大戦期

### イギリス
- カンガルー装甲兵員輸送車

### 大日本帝国
- 一式装甲兵車

### フィンランド
- BT-43

## 第二次世界大戦後 - ベトナム戦争

### アメリカ合衆国
- M39多目的装甲車
- M59装甲兵員輸送車
- M75装甲兵員輸送車
- M113装甲兵員輸送車
- M114装甲偵察車
- リンクス指揮偵察車
- AAV7

### イギリス
- FV432 トロウジャン Mk.I／Mk.II
- FV430 ブルドッグ Mk.III
- FV438 スウィングファイア
- FV101 スコーピオン
- FV102 ストライカー
- FV103 スパルタン
- FV104 サマリタン
- FV105 サルタン
- FV106 サムソン
- FV107 シミター
- ストーマー装甲車

### イスラエル
- M113"ゼルダ"APC

### オーストリア
- 4K 4FA（英語版）

### カナダ
- ボブキャット装甲兵員輸送車（英語版）

### ソビエト連邦
- BTR-50
- BTR-MD（ru:БТР-МД）
- BMP-1
- BMD-1

### チェコスロバキア・ポーランド
- OT-62 TOPAS

### 中華人民共和国
- 63式装甲兵員輸送車

### 西ドイツ
- クルツSPz 11-2装甲偵察車
- ラングHS.30歩兵戦闘車
- マルダー歩兵戦闘車

### 日本
- 60式装甲車
- 73式装甲車

### フランス
- AMX-VCI
- AMX-10P歩兵戦闘車

### ユーゴスラビア
- M-60P装甲兵員輸送車

## ベトナム戦争後 - 冷戦終結まで

### アメリカ合衆国
- AIFV
- M2ブラッドレー歩兵戦闘車

### イギリス
- ウォーリア装甲戦闘車
- セイバー偵察装甲車

### イスラエル
- ナグマショット
- プーマ戦闘工兵車
- アチザリット
- ナグマホン
- ナクパドン

### イタリア
- ダルド歩兵戦闘車

### オーストリア・スペイン
- ASCOD歩兵戦闘車

### ギリシャ
- レオニダス 2（英語版）

### シンガポール
- バイオニクス歩兵戦闘車

### スペイン
- ピサロ歩兵戦闘車

### ソビエト連邦
- BTR-D
- BTR-T
- BMP-2
- BMP-3
- BMD-2
- BMD-3

### 大韓民国
- K21歩兵戦闘車

### 中華人民共和国
- 77式装甲兵員輸送車（英語版）
- 85/89式装甲兵員輸送車
- 89式装甲兵員輸送車
- 86式歩兵戦闘車

### 日本
- 89式装甲戦闘車

### ブルガリア
- BMP-23

### ポーランド
- BWP ボルスク

### ユーゴスラビア
- BVP M-80

### ルーマニア
- MLI-84歩兵戦闘車

## 冷戦終結後 - 21世紀初頭

### アメリカ合衆国
- EFV
- AMPV

### イギリス
- エイジャックス歩兵戦闘車（英語版）

### イスラエル
- ナメル
- オフェク

### ウクライナ
- BMT-72
- BTMP-84
- ケブラーE

### エジプト
- EIFV

### ギリシャ
- ケンタウロス歩兵戦闘車（英語版）

### シンガポール
- バイオニクス歩兵戦闘車

### スウェーデン
- Strf 9040

### スペイン
- ピサロ歩兵戦闘車

### 大韓民国
- K21歩兵戦闘車

### 中華人民共和国
- 97式歩兵戦闘車
- 04式歩兵戦闘車
- 03式空挺歩兵戦闘車
- 05式水陸両用歩兵戦闘車

### 中華民国
- CM-21

### ドイツ
- プーマ装甲歩兵戦闘車
- リンクス歩兵戦闘車

### ロシア
- BMD-4
- クルガネツ25
- T-15 アルマータ